# Володимирівське (Синельниківський район)
Володи́мирівське — село в Україні, у Славгородській селищній територіальній громаді Синельниківського району Дніпропетровської області..  Населення за переписом 2001 року становить 96 осіб. До 2017 року орган місцевого самоврядування — Гірківська сільська рада.

## Історія
7 (20) листопада 1917 року, відповідно до Третього Універсалу Української Центральної Ради, увійшло до складу Української Народної Республіки.
12 червня 2020 року, відповідно до розпорядження Кабінету Міністрів України № 709-р від «Про визначення адміністративних центрів та затвердження територій територіальних громад Дніпропетровської області», увійшло до складу Славгородської селищної громади.
19 липня 2020 року, в результаті адміністративно-територіальної реформи та ліквідації   Синельниківського (1923—2020)району, село увійшло до складу новоутвореного Синельниківського району.

## Географія
Село Володимирівське розташоване на правому березі річки Нижня Терса, вище за течією примикає село Новоолександрівське, нижче за течією на відстані 0,5 км розташоване село Бурханівка, на протилежному березі — село Третяківка.